# Abiud

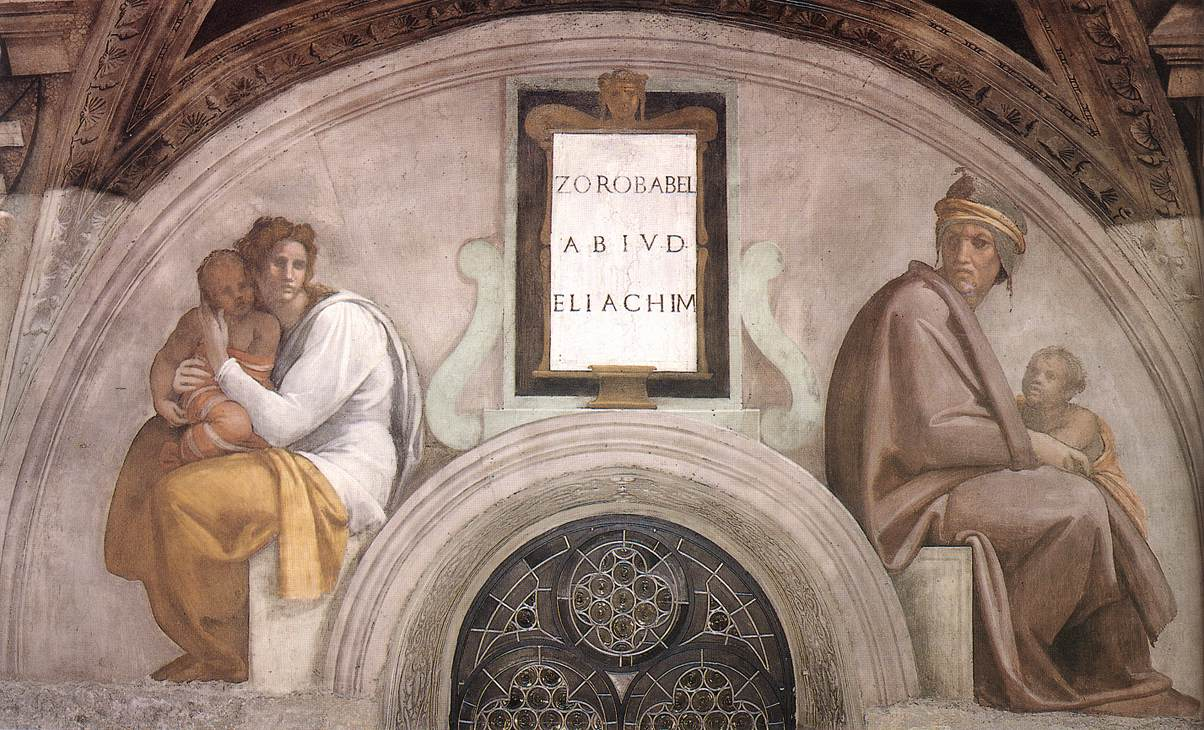
Abiud, Zorobabel și Eliachim - frescă din Capela Sixtină

Sunt două personaje numite Abiud sau Abihud:
- unul din fii lui Bela, fiul lui Beniamin (1 Chr. 8:3); numit Abiud (versetul 7).
- un fiu sau nepot al lui Zorobabel și tatăl lui Eliachim, (Matei 1:13); este posibil să fie același cu Obadia, nepotul lui Zorobabel.

Numele poate fi de asemenea scris ca Abioud (în greacă) sau 'Abiyhuwd (în ebraică).